# Hemipterochilus rubrosignatus
Hemipterochilus rubrosignatus är en stekelart som först beskrevs av André 1884.  Hemipterochilus rubrosignatus ingår i släktet Hemipterochilus och familjen Eumenidae. Inga underarter finns listade i Catalogue of Life.